# Ludwik Zakrocki
Ludwik Leonard Zakrocki (ur. 6 listopada 1894 w Jezierzanach, zm. po 1939) – polski prawnik, notariusz, działacz społeczny, polityk, poseł na Sejm w II RP.

## Życiorys
Był synem Józefa, pracownika kolei. Uczęszczał do c.k. Gimnazyum w Buczaczu. W 1913 w Gimnazjum w Kołomyi zdał egzamin maturalny. W tym samym roku rozpoczął studia na Wydziale Prawa Uniwersytetu Jagiellońskiego. 19 października 1914 wstąpił do Legionów Polskich. Służył w stopniu sierżanta w I Brygadzie 3 pułku V batalionie. 15 lipca 1915 został ranny pod Urzędowem. 1 stycznia 1917 mianowany chorążym piechoty. W marcu 1917 został skierowany do pracy w Krajowym Inspektoracie Zaciągu na posterunku werbunkowym w Ostrowi Mazowieckiej. Dekretem z 2 grudnia 1918 został przyjęty do Wojska Polskiego i mianowany porucznikiem piechoty. W szeregach 32. pp. walczył w wojnie z Ukraińcami i bolszewikami. Po zakończeniu wojny, w 1921 zweryfikowany w stopniu kapitana rez. piech. ze starszeństwem z 1 czerwca 1919 i przeniesiony do rezerwy. Podjął wówczas przerwane studia na Wydziale Prawa UJ. Po absolutorium z 10 lipca 1922, uzyskał doktorat praw w 1925. Prowadził kancelarię notarialną w Wiśniczu, następnie przeszedł do notariatu w Białej. Działał w Związku Legionistów Polskich i Związku Strzeleckim.
W 1935 roku został posłem IV kadencji (1935–1938) wybranym 34 692 głosami z okręgu nr 92 (powiaty: bielski miejski, bielski, bialski i cieszyński). Data ślubowania: 4 października 1935. Pracował w komisjach prawniczej, regulaminowej i Kontroli Długów Państwa.
Od 1938 był przewodniczącym Oddziału Obozu Zjednoczenia Narodowego w Białej.

## Ordery i odznaczenia
- Krzyż Niepodległości (16 marca 1933)[8]
- Krzyż Oficerski Orderu Odrodzenia Polski (11 listopada 1937)[9]
- Krzyż Walecznych (dwukrotnie)